# Muzeul de Artă Comparată Sângeorz-Băi
Muzeul de Artă Comparată Sângeorz-Băi face parte din Complexul Muzeal Bistrița-Năsăud